# Linda Thorén
Linda Angelica Thorén, född 24 september 1977 i Grundsunda i Örnsköldsviks kommun, är en svensk tidigare porrskådespelerska. Hon var verksam i branschen mellan 1996 och 2003.

## Biografi
Thorén växte upp i Ångermanland, nära Örnsköldsvik, och med en halv kilometer till närmsta granne. Hon har själv sagt att hon under uppväxten hade en utpräglad blyghet. Under tonårstiden arbetade Thorén extra på en lokal biograf.

### Pornografisk karriär
1996 debuterade Thorén som 18-åring inom porrbranschen, inledningsvis som nakenmodell. Då hade hon i ett drygt års tid bott i Stockholm tillsammans med sin pojkvän. Hennes ingång i branschen berodde, enligt henne själv i en intervju från 1999, på ren nyfikenhet; hon tyckte om känslan att "vika ut sig". Den första filmen, för bolaget Max's Film, innehöll "endast" onani. Hennes mer hårdpornografiska filmdebut i en större produktion kom senare under 1996, för det spanska produktionsbolaget Private; inspelningen skedde i Frankrike, strax söder om Paris.
Thorén fick redan 1997 därpå kontrakt med amerikanska produktionsbolag. Hon blev därmed en av Sveriges första internationella porrfilmsstjärnor (jämför dock Marina Hedman). Thorén har även spelat in film i Japan och Europa. Thoréns erfarenhet från japansk porrfilmsproduktion var 1999 att man i Japan aldrig bryter en scen utan låter inspelningen pågå utan klipp.
År 1997 vann Thorén utmärkelsen "International Starlet of the Year" på Festival Erotica i Barcelona, ett år då hon bland annat medverkade på två produktioner tillsammans med Rocco Siffredi. De regisserades av Siffredi på hans italienska produktionsbolag, med distribution hos amerikanska Evil Angel.
Redan 1996 hade hon startat sitt eget produktionsbolag, Linda Thoren Productions. Hon planerade en första film av gonzokaraktär och ett kontrakt med distributionsbolaget Sin City diskuterades senare.
Bland kvinnliga skådespelare som Thorén samarbetat med och inspirerats av har hon nämnt franska Rebecca Lord. Under sina vistelser i Los Angeles vistades hon ibland hos den svenske porrfilmsregissören Niclas Crammer.

### Uppmärksamhet och statistik
Under sin aktiva period blev hon, som en av Sveriges få internationellt aktiva porrskådespelare, bland annat intervjuad i tidningar som Göteborgs-Posten och Okej. Hon deltog även i ett avsnitt av TV3:s program Mänskligt (under temat "Sex som yrke") och i ZTV:s Bambola. 1998 deltog hon i en debatt i Lunds stadshall, arrangerad av föreningen Minyen Agenda omkring ämnet "Visst skall vi ha porr?" Både Thorén och debattmonståndaren, EU-politikern America Vera-Zavala, ansåg att pornografin behövde förändras men inte förbjudas.
Thorén sa 1999 att hon fram tills dess medverkat i ett trettiotal porrfilmsproduktioner. Filmdatabasen IAFD listar 69 produktioner med henne, inklusive filmer där hon inte har någon sexuell roll.

## Filmografi (urval)[4]
- 1996
  - ABC (distribution: Aktuell Rapport)
  - Dirty Dirty Debutantes 4, Dirty Dirty Debutantes 8, More Dirty Debutantes 50 (4-Play Video)
  - Nasty Nyphos 15 (Anabolic Video)
  - Triple X 9, Triple X 10, Triple X 17, Triple X 20 (Private, Spanien)
- 1997
  - Indécente aux enfers (Marc Dorcel, Frankrike)
  - Rock'n Roll Rocco 1, Rock'n Roll Rocco 2 (Evil Angel)
  - Contessa Gamiani (Rocxi Films; regi: Luca Damiano)
- 1998
  - Innocence Lost (Sin City)
  - Perfect Strangers (Jill Kelly)
- 1999
  - Bétisier du X 1, Entre femmes (Marc Dorcel)
  - Max World 20: That's All Folks, Maxed Out 18 (Legend Video; regi: Max Hardcore)
  - Reflections of Lust (Metro)
  - Sex Offenders 7 (Wicked Pictures)
- 2000
  - Fleshtones, Foreign Bodies, Linda's Gangbang: Swedish Meatball, Pure Sin (Sin City)
  - Voyeur 16 (Evil Angel)
- 2001
  - Linda Does Hollywood (Sin City)
  - Private Life of Nikki Anderson (Private)
- 2002
  - Ecstasy Girls Raw and Uncensored 5, Passion Tales 4, Passion Tales 5, Passion Tales 6 (Odyssey)
- 2003
  - Tokyo Sex Sightseeing (M.M.P., Japan)